# Chiesa di Santa Maria della Neve (Schio)
La chiesa di Santa Maria della Neve è un edificio religioso sconsacrato ubicato nel comune di Schio e risalente al XIV secolo.

## Storia
L'edificio sorse negli ultimi anni del XIV secolo in prossimità dei resti del castello di Schio; venne poi riedificato nel Settecento quando divenne sede della Confraternita del Confalone e, nel 1810, una volta soppressa la confraternita, fu chiuso al culto e sconsacrato e gli ornamenti finirono dispersi. La chiesa sconsacrata fu acquisita dal Comune nel 1828. Fu quindi adibita a quartiere militare, sia dai francesi che dagli austriaci, e nel 1875 fu attrezzata a palestra dalla Società Ginnastica Fortitudo. Divenne poi sede di un circolo fotografico.

## Descrizione

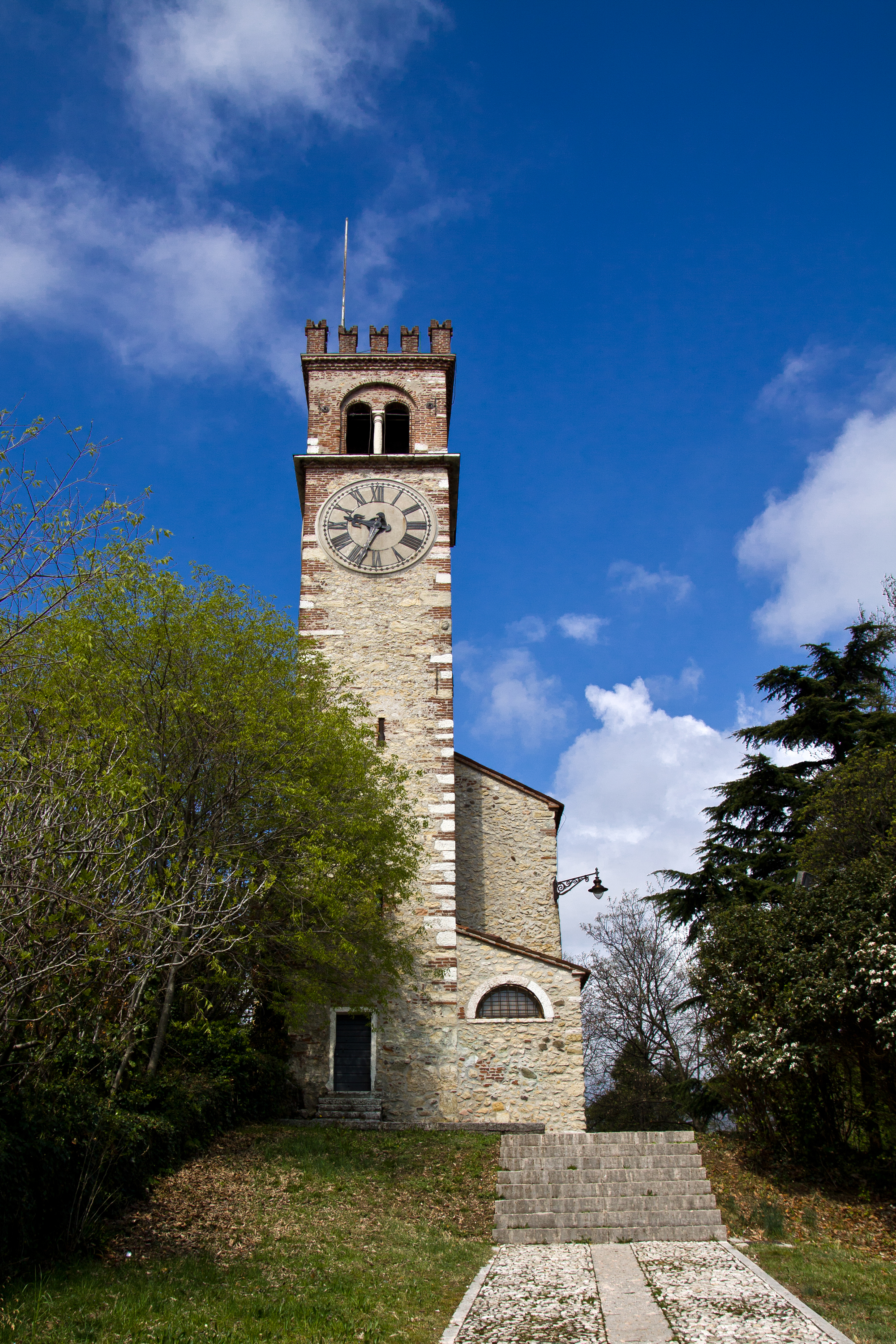
La torre campanaria, in origine parte del Castello di Schio

L'edificio si presenta come una semplice costruzione in pietrame e cocci a vista, con facciata a capanna; essa presenta un portale con cornice in pietra bianca, sormontata da un'ulteriore apertura ad arco, anch'essa corniciata in pietra. La fiancata sinistra è forata da una finestrella ed una porta; anche quella di destra, poco visibile perché esposta sul ciglio della collina, è alleggerita da alcune finestre. La zona absidale presenta un elemento di minor altezza rispetto al corpo principale della chiesa, forato da una finestra ad arco, fiancheggiato dalla torre.
La torre, a base quadrangolare, ha una cella campanaria definita da una bifora; sotto di essa, sui due lati del campanile più visibili, sono posti i quadranti dell'orologio. A concludere la torre, un motivo ornamentale a merli.
L'interno della chiesa sconsacrata è ritmato da lesene lungo le pareti; il pavimento è in marmo bicolore con motivo a scacchiera, mentre il soffitto è decorato a stucchi, in linea con il gusto settecentesco.